# Družina Vogler na Cankovi
Zgodovina družine Vogler na Cankovi v Prekmurju (Slovenija) sega v leto 1863, ko je celotno posest lovskega dvorca na Cankovi, odkupil Ferdinand Vogler. 
V tem času se je stavbni kompleks na Cankovi (sedaj Cankova št. 23) uporabljal za namen gostinstva in tudi kot tip furmanske postojanke na trgovski poti med: Gornjo Radgono (Bad Radkersburg), Gradom na Goričkem (Gornjo Lendavo) in Mursko Soboto. Tako se Cankova v letu 1778 prvič omenja kot oppidum Hidegkuth in kot taka velja za najmlajši prekmurski trg, torej ko so trgovske poti potekale mimo slednjega stavbnega kompleksa.
Lastniki in upravitelji posesti čez leta:
| Ferdinand Vogler             | 1863 | 1873 |
| Jurij (Georg) Vogler         | 1873 | 1919 |
| Viktor Vogler                | 1919 | 1968 |
| Helena Vidovič (roj. Vogler) | 1968 | 1991 |
| Alojz Vidovič                | 1991 | 2005 |

Sedaj je posest v lasti in upravljanju družine Obal.

Veleposestniška družina Vogler na Cankovi, je tekom udejstvovanja in življenja, ponujala razvoj, za takratno obdobje od leta 1873 do leta 1941, močne rokodelske in trgovske dejavnosti. 
Tako je vsako obdobje ponujalo tudi značilne cehovske simbole. 

## Gostilna
Jurij (Georg) Vogler je z razvojem gostinstva v zgodovinskem obdobju zapustil: z logtipi žgan porcelan, ki izkazujejo dejavnost gostinstva, kovan izvesek, katerega je sprva krasila kovinska plošča, kjer je bilo napisano ime Jurija Voglerja, kot lastnika gostilne, ki ga je končno nadomestil tipični cehovski simbol vinskega soda na kovanem izvesku.

## Furmanska postojanka
Stebrni vhod z južne strani na notranje dvorišče stavbnega kompleksa, je omogočal takojšnje spravilo vozov pod streho, kjer so vidni privezi za vozove.

## Viničarija
Viktor Vogler je z razvojem gostinstva dodal posestvu viničarijo z reprezentančnim objektom in pripomočki. Uredil je vinsko klet s cehovskim vhodom v klet: podprte stebre s sistemom vnosa polnih vinskih sodov v klet in t. i. vinsko mizo v kleti, kot cehovska simbola. 

## Trgovina z žitom
Trgovino z žitom označuje objekt žitnice s simbolom sonca, kar krasi stavbni kompleks na Cankovi še danes. Ko je simbol sonca lično izdelan iz glinenih rjavo-rdeče pečenih zidakov. 

## Trgovina z mesom
Ostanki objekta mesnice z ledenico so zaznavni samo še preko fotografij.

Kot del veleposesti, je Viktor Vogler v letu 1934 na posestvu vinograda v Vadarcih postavil reprezentančni objekt družine Vogler s kletjo. S tem je viničarija dobila svojo novo zidano stavbo, v kateri je prenočeval vsakokratni lastnik in upravitelj posesti družine Vogler. Sicer je vinograd sprva za namen pridelave lastnega vina v gostinske namene, odkupil od gostilničarja Benka v letu 1892 Viktorjev oče Jurij Vogler. O nakupu vinograda s cimprano viničarijo z leseno prešo iste datacije, obstaja kupna pogodba.
Posest viničarije se je do začetka druge svetovne vojne pod vodstvom Viktorja Voglerja razvijala, o čemer pričajo tudi fotografije. Tako so se tudi na sedežu veleposesti na Cankovi preuredil kletni prostori z betonsko podlage in odtisnjenimi incialkami Viktorja Voglerja in z železom podprtih betonskih stopnic z možnostjo spusta polnih vinskih sodov v klet, preko vrvi in moči 8 moških. Slednja oprema je še dandanes ohranjena. Prav tako so bili na posestvu najdeni sledovi, kjer se je žgala modra galica za namen zaščite vinske trte. Prisotno je še drugo orodje viničarske narave: "lakatnice", sodovi, "škafi" in podobno.
Vsled dogodkov po drugi svetovni vojni pa je vinogradništvo družine Vogler začelo propadati, vse dokler Alojz Vidovič ni začel na novo zasajati vinograda in obnavljati potrebno infrastrukturo. Kot mož zadnje potomke Voglerjevih, Helene Vidovič roj. Vogler, je najprej odkupil nacionalizirano gostilno od takratne oblasti in začel proizvajati vino za namen gostilne. 
Tekom obdobja je dosajeval vinograd, ki je takrat dosegel največjo veličino (preko 1,50 ha) in raznobarvnost vinskih sort (od muškata do šipona). Prenovil in elektrificiral je vinsko klet ter skrbel za obnovo vinskih sodov in ustrezno kletarjenje. Znanje o kletarjenju je imel iz otroštva, ko je sam delal na viničariji v Halozah pri svojemu očetu in materi. 
V letu 1994 je obnovil reprezentančni objekt viničarije v Vadarcih, tako v zunanjosti, kot v notranjosti. Prav tako je ustrezno saniral še takrat delujočo leseno prešo.
V letu 2004 je sodeloval pri obnovi vinske kleti, ki je dobila tehnološki del: namenjen za donegovanje vina, flaširanje vina ter dobavo vina gostilni. Prav tako pa je dobila tudi degustacijski del: z vinoteko, granitnim "šankom" in lično izdelanimi sodi. Na žalost dokončne obnove vinske kleti ni doživel, saj je v letu 2005 umrl. Tako je posthumno v vinskih sodih (inoks) vzdolbena incialka A.V. v njegov spomin. 
Kot del veleposesti, je stavbni kompleks omogočal tudi hlajenje in shranjevanje pokvarljivih izdelkov. Del objekta vkopan globoko v zemljo v prostoru z debelino zunanjih sten do 1 m, je služil za ohranitev ledu, ki je bil pozimi rezan in pripeljan z ribnika Voglerjevih na Cankovi ob Avstrijski meji. Led je omogočal hlajenje mesa, saj je zraven ledenice delovala mesnica Viktorja Voglerja, ki je meso prevažal med obema svetovnima vojnama v Graz .
Zaradi trgovine z žiti in vzreje živine, je veleposest dobila zgrajen objekt žitnice, "gumle" in lesenega kozolca. Žitnica predstavlja dovršeno gradnjo shranjevalnice žita, dvignjene od tal z možnostjo nasutja do višine 1,80 m na tlorisu okrog 150 m2. Slednje urejeno s prekati za različne sorte žit in mehanizmi za spust žita v vreče, tako na pritličju, kot tudi na prvem nadstropju (mansarda). Po drugi svetovni vojni je slednji objekt služil zadružniškemu namenu, kar pa je bilo končno opuščeno.
1. 1 2  Konservatorski program, Zavod za varstvo kulturne dediščine Slovenije, OE Maribor, 2007
2. ↑  Dokumentacija in fotografije v zasebni zbirki družine Obal - Vidovič.
3. ↑  Dokumentacija in fotografije v zasebni zbirki družine Obal - Vidovič
4. ↑  Konservatorski program, Zavod za varstvo kulturne dediščine Slovenije OE Maribor, 2007
5. 1 2  Zasebna zbirka družine Obal - Vidovič
6. ↑  Konservatorski program, Zavod za varstvo kulturne dediščine Slovenije, OE Maribor, 2007.